# Craugastor megalotympanum
Craugastor megalotympanum is een kikker uit de familie Craugastoridae. De soort werd voor het eerst wetenschappelijk beschreven door Frederick A. Shannon & John E. Werler in 1955. Oorspronkelijk werd de wetenschappelijke naam Eleutherodactylus megalotympanum gebruikt.
De kikker komt voor in delen van Midden-Amerika en is endemisch aan de gebergte Sierra de los Tuxtlas in Mexico. Craugastor megalotympanum wordt bedreigd door het verlies van habitat.